# Coinage Act of 1864
Pour les articles homonymes, voir Coinage Act.

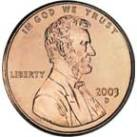
Penny américain de 2003 portant la devise "In God We Trust"

Le Coinage Act of 1864 (en français, loi sur la monnaie de 1864), adopté par le Congrès des États-Unis le 22 avril 1864, autorise le changement de composition des pièces de 1 cent et la création des pièces de 2 cents. La devise « In God We Trust » apparaît pour la première fois sur une pièce américaine de 2 cents.